# Teretrius poneli
Teretrius poneli é uma espécie de insetos coleópteros polífagos pertencente à família Histeridae.
A autoridade científica da espécie é Gomy, tendo sido descrita no ano de 2004.
Trata-se de uma espécie presente no território português.